# T-ara Single Complete Best Album "Queen of Pops"
T-ara Single Complete Best Album "Queen of Pops" è la seconda compilation giapponese del gruppo musicale sudcoreano T-ara, pubblicata nel 2014 dall'etichetta discografica Universal Music Japan.

## Il disco
La raccolta fu pubblicata in tre edizioni: un'edizione normale (Pearl) e due limitate (Sapphire e Diamond). Al contrario dell'edizione normale, che contiene un solo disco, le due limitate contengono due CD. Il primo disco contiene, inoltre, il singolo delle QBS "Kaze no Youni", mentre il secondo contiene anche nuovi brani. La compilation è stata preceduta dall'uscita di T-ara Single Complete Best Music Clips "Queen of Pops", DVD contenente i video musicali dei singoli, pubblicato il 25 giugno.

## Tracce
CD 1 (Pearl, Sapphire, Diamond):
1. Bo Peep Bo Peep (Japanese ver.) – 3:47 (testo: Shinsadong Tiger, Choi Kyu-sung, Zoop – musica: Shinsadong Tiger, Choi Kyu-sung)
2. Yayaya (Japanese ver.) – 3:29 (testo: E-Tribe, Takafumi Fujino – musica: E-Tribe)
3. Roly-Poly (Japanese ver.) – 3:36 (testo: Shinsadong Tiger, Choi Kyu-sung, Shoko Fujibayashi – musica: Shinsadong Tiger, Choi Kyu-sung)
4. Lovey-Dovey (Japanese ver.) – 3:36 (testo: Shinsadong Tiger, Choi Kyu-sung, Shoko Fujibayashi – musica: Shinsadong Tiger, Choi Kyu-sung)
5. Sexy Love (Japanese ver.) – 3:45 (testo: Shinsadong Tiger, Choi Kyu-sung, Shoko Fujibayashi – musica: Shinsadong Tiger, Choi Kyu-sung)
6. Bunny Style! (バニスタ!) – 3:56 (testo: Inoue Tomonori, MEG.ME – musica: MEG.ME)
7. Target – 3:44 (MEG.ME)
8. Memories ~You Gave Me Guidance~ (記憶～君がくれた道標(みちしるべ)～) – 4:24 (testo: Kiyosumi Ida, Osamu Onomiyaichi – musica: Kiyosumi Ida)
9. Number 9 (Japanese ver.) – 3:48 (Shinsadong Tiger, Choi Gyu Sung)
10. Lead the Way – 3:59 (testo: Kouta Okochi, Osamu Onomiyaichi – musica: Kouta Okochi)
11. LA'booN – 4:10 (testo: Shoko Fujibayashi – musica: MEG.ME)
12. Kaze no Youni (風のように) – 4:30 (Takanori Fukuta)

CD 2 (Sapphire, Diamond):
1. Why Are You Being Like This (ウェイロニ - どうしてそうなの) (Japanese ver.) – 4:00 (testo: Ikuta Magokoro – musica: Kim Do-hoon, Lee Sang-ho)
2. TTL (Time To Love) (Japanese ver.) – 3:40 (testo: HI-D – musica: Kim Do-hoon)
3. Lies (コジンマル～嘘～) (Japanese ver.) – 3:49 (testo: Ahn Young-min, Kei – musica: Cho Young-soo)
4. Like the First Time (初めてのように) – 4:06 ("hitman" bang)
5. Breaking Heart ~I'm Very Hurt~ (Breaking Heart ～私がとても痛くて～) (Japanese ver.) – 3:18 (testo: Fujino Takafumi – musica: Shinsadong Tiger, Choi Kyu-sung)
6. Cry Cry (Japanese ver.) – 3:20 (testo: Ichino Onomiya – musica: Cho Young-soo, Kim Tae-hyun)
7. Day by Day (Japanese ver.) – 3:28 (testo: Ahn Young Min, Cho Young Soo, Kim Tae Hyun, K-SMITH, Hazama Tomoko – musica: Cho Young Soo, Kim Tae Hyun)
8. Apple is A (Japanese ver.) – 3:10 (testo: Ahn Young-min, Shoko Fujibayashi – musica: Cho Young-soo)
9. Bye Bye (Japanese ver.) – 3:35 (testo: Nam Ki-sang, Kang Jung-myung, Ichino Onomiya – musica: Nam Ki-sang)
10. LOVE ME! ~I Go Crazy Because of You~ (LOVE ME! ～あなたのせいで狂いそう～) (Japanese ver.) – 3:17 (testo: Ichino Onomiya, Zoop (rap) – musica: Cho Young-soo, Kim Tae-hyun)
11. Wanna Play? (遊んでみる?) (Japanese ver.) – 2:54
12. Do You Know Me (私、どうしよう) (Japanese ver.) – 3:38 (Polar Bear, Shinsadong Tiger)

## Formazione
- Boram – voce, rapper
- Qri – voce
- Soyeon – voce
- Eunjung – voce, rapper
- Hyomin – voce, rapper
- Jiyeon – voce